# Thomas Ulrich (Bergsteiger)
Thomas Ulrich (* 16. November 1967 in Interlaken) ist ein Schweizer Bergsteiger, Outdoor-Fotograf und Autor.

## Leben und Wirken
Thomas Ulrich erlernte den Beruf des Zimmermanns, brachte sich selbst das Fotografieren bei, arbeitete als Helikopter-Flughelfer, in der Felssicherung, als Tester von Gleitschirmen für die Schweizer Firma Advance und absolvierte die Ausbildung zum Bergführer.
Projekte waren 1999 die erste Winterbegehung der Cerro Torre Westwand auf der von Casimiro Ferrari und Freunden 1974 erstbegangenen Route, zusammen mit den Schweizern Stephan Siegrist und David Fasel und dem amerikanischen Journalisten Greg Crouch. Die Bilder dieser Kletterei hat er erstmals in der Ausgabe März 2000 des National Geographic Magazines publiziert. 2003 durchquerte er das Südliche Patagonische Inlandeis, zusammen mit Børge Ousland – erstmals ohne Fremdhilfe und zuvor angebrachten Depots. Die Expedition wurde von National Geographic gesponsert und in der Ausgabe von August 2004 des Magazins dann dokumentiert. 2006 scheiterte er bei seinem Versuch, den Arktischen Ozean auf der 1800 Kilometer langen Strecke von Sibirien über den Nordpol nach Kanada solo zu durchqueren. In einer mehrere Tage dauernden Rettungsaktion holten ihn russische Hubschrauberpiloten kurz vor dem Untergehen von einer Eisscholle. 2007 startete er im Mai zusammen mit Børge Ousland vom Nordpol und begab sich auf die Spuren der Polfahrer Fridtjof Nansen und Fredrik Hjalmar Johansen. In 85 Tagen erreichten die beiden zu Fuß, auf Skiern, mit Zugsegeln und mit dem Kajak die Inseln von Franz Joseph Land. Von dort segelten sie ans Nordkap und legten dort 113 Tage nach dem Start am Nordpol an.
Daneben arbeitete er als Safety Guide bei dem James Bond Film Golden Eye in der Schweiz und bei Fräulein Smillas Gespür für Schnee in Grönland, führte die Actionkamera in dem Film Eiger Nordwand über das Scheitern der Seilschaft aus Andi Hinterstoisser und Toni Kurz, er initiierte eine Begehung der Eiger-Nordwand auf der Heckmair-Route, bei der die Alpinisten Stephan Siegrist und Michal Pitelka die rekonstruierte Ausrüstung und Bekleidung der Erstbegeher von 1938 verwendeten und filmte am Mount Everest für das Schweizer Fernsehen. In den Jahren 2004 und 2005 tourte Ulrich mit seiner Multivisionsshow Everest – Patagonien durch die Schweiz. Die 50 Vorträge wurden von etwa 15.000 Personen besucht. Neben öffentlichen Veranstaltungen hält er auch Vorträge als Motivationsredner für Firmen. Thomas Ulrich führt regelmäßig Gruppen von Abenteurern über den letzten Breitengrad zum Nordpol. Für Werbekunden organisiert er Expeditionen zu abgelegenen Orten für Foto- und Filmaufnahmen. Thomas Ulrich ist Vater von drei Töchtern. Er lebt mit seiner Familie in Interlaken.

## Expeditionen (Auswahl)
- 1988: Erste Expedition im November / Dezember nach Patagonien, erfolgreiche Besteigung des Fitz Roy mit dem Schweizer Georg Hoedle über die franco-argentinische Route.
- 1996: Dritte Expedition nach Patagonien. Erfolgreiche Besteigung des Cerro Torre über die Kompressor-Route von 1970, mit dem Schweizer Stephan Siegrist.
- 1997: Seekayak-Expedition nach Grönland, unter anderem mit den Deutschen Stefan Glowacz und Kurt Albert. Zweite Besteigung des Mount Tupilak.
- 1999: Vierte Expedition nach Patagonien, Cerro Torre, zum ersten Mal im Winter. Zusammen mit den Schweizern Stephan Siegrist und David Fasel und dem amerikanischen Journalisten Greg Crouch besteigt Ulrich den Cerro Torre über die Westwand.
- 2002: Begehung der Eiger-Nordwand als Fotograf und Filmemacher. Die Alpinisten Stephan Siegrist und Michal Pitelka begehen die klassische Heckmair-Route, in dem sie die gleiche Ausrüstung und Bekleidung tragen wie die Erstbegeher von 1938. Während dieser Kletterei filmt und fotografiert Thomas Ulrich, es entstehen ein  Buch mit Schwarzweiß-Bildern und ein Film für das Schweizer Fernsehen.
- 2003: Im Frühling klettert Ulrich am Everest bis auf 8600 m hoch; dabei arbeitet er für das Schweizer Fernsehen als Kameramann.
- 2003: Im Herbst  Durchquerung des Südlichen Patagonischen Inlandeises mit Børge Ousland.
- 2007: Im April führte Ulrich seine erste kommerzielle Expedition an den Nordpol.
- 2007: Mai bis August. Nach der geführten Tour bleibt Ulrich  in der Arktis und startet gemeinsam mit Børge Ousland vom Nordpol aus zu der Expedition „Franz-Joseph-Land“  und ans Nordkap in 113 Tagen.
- 2010: Im Juli und August gelingt es Roger Schäli gemeinsam mit Simon Gietl und Daniel Kopp in Grönland eine neue Tour in der mehr als 1300 Meter hohen Ostwand des Grundtvigskirken zu eröffnen. Thomas Ulrich, der den  Gipfel auf einer früheren Expedition in Grönland entdeckt hat, ist gleichzeitig Expeditionsleiter und Fotograf.

## Fotografie und Film
Thomas Ulrich plant und verwirklicht eigene  Fotoreportagen für internationale Magazine wie das National Geographic Magazine und führt daneben auch Auftragsarbeiten für Magazine und Firmen aus (Reportagen, Dokumentationen, Werbung.) Die Sportarten, die er dokumentiert, sind vor allem Eis- und Felsklettern, Ski und Snowboard, Gleitschirmfliegen, Base-Jumping, Bergsteigen und Expeditionen. Seit 2001 betreibt Thomas Ulrich gemeinsam mit seinem Partner Hans Ambühl in Interlaken die Fotoagentur Visual Impact, die weltweit  Outdoor-Fotografen vertritt. Seine filmische Arbeit begann er als Location Scout bei  Werbespots und als Safety Guide bei  dem James-Bond-Film „Golden Eye“ und „Fräulein Smillas Gespür für Schnee“. Darauf folgten eigene Projekte:
- 2000: Erstes eigenes Video über die Bigwall-Kletterei der Route Mescalito am El Capitan (Produzent und Kamera). Dieser Film gewann den Preis des Italienischen Olympia-Komitees am Internationalen Berg- und Abenteuerfilmfestival von Trient, Italien, und kam in das Finale des Banff Mountain Film Festival in Kanada.
- 2002: Cerro Torre – Sie wollen ihn nicht verstehen … mit Christoph Frutiger und Christine Kopp. Dieser Dokumentarfilm gewann den ersten Preis in der Kategorie Alpinismus am Bergfilmfestival von Cervinia, Italien (Ausgabe 2003), wurde vom Schweizer Fernsehen ausgestrahlt und nahm an  weiteren Bergfilmfestivals teil.
- 2003: Eiger-Nordwand – auf den Spuren der Erstbesteiger (Koproduktion mit Frank Senn, Schweizer Fernsehen), gewinnt die gleich den ersten Preis in der Kategorie Alpinismus an zwei  Bergfilmfestivals Banff (Alberta) und Graz, Österreich. Der Film wurde über verschiedene Fernsehkanäle ausgestrahlt.
- 2003: Als Kameramann für die Dokumentation Everest des Schweizer Fernsehens begleitete er eine Gruppe von Bergsteigern, um deren Besteigung des Mount Everests zu filmen. Die Gruppe gelangte auf mehr als 8000 Meter Höhe, musste aber vor dem Gipfel umdrehen.
- 2006: Mit Børge Ousland Koproduzent eines Films über ihr Abenteuer auf dem Südlichen Patagonischen Inlandeis für das Norwegische Fernsehen NRK.
- 2006: Koproduzent des Dokumentarfilms Allein auf einer Eisscholle – Der gescheiterte Traum von Thomas Ulrich für das Schweizer Fernsehen.
- 2007: Kameramann für den Kinofilm Nordwand. Thomas Ulrich drehte als Action-Kameramann die Szenen, die real in der Eiger Nordwand gefilmt wurden.
- 2007: Mit Børge Ousland Koproduzent für den Film In Nansens footsteps für das Norwegische Fernsehen NRK.
- 2008: Für den Dokumentarfilm Die Bergführer begleitet er als Kameramann zwei Seilschaften durch die Eiger Nordwand, respektive auf das Schreckhorn für das Schweizer Fernsehen.
- 2008: Koproduzent des Dokumentarfilms Beruf Abenteurer – Thomas Ulrich zwischen Nordpol und Familie für das Schweizer Fernsehen. Dieser gewann beim Filmfestival in Moskau den ersten Preis in der Kategorie „Adventure Films“.

## Auszeichnungen
- 1996: Paragliding Photographer of the Year, Picto, Frankreich für das Bild Winter Forest.
- 1996: Zweiter Platz in der Kategorie Sports feature, Pictures of the Year für das Bild Hang time.
- 2000: Besondere Erwähnung bei der Banff Mountain Photography Competition, Kanada, für Stephan Siegrist climbing the Schilthorn.
- 2000: Finalist beim Banff Mountain Film Festival, Kanada, mit El Capitan (Produzent und Kamera).
- 2000: Spezialpreis des Comitato Olimpico Nazionale Italiano beim Internationalen Berg- und Abenteuerfilmfestival von Trient, Italien, für El Capitan.
- 2002: Finalist beim Banff Mountain Film Festival, Kanada, mit Cerro Torre – They don’t want to understand it ….
- 2002: Erster Preis in der Kategorie Alpinismus beim Bergfilmfestival von Cervinia, Italien (Ausgabe 2003) für den Dokumentarfilm Cerro Torre – Sie wollen ihn nicht verstehen ….
- 2002: Finalist beim Bergfilmfestival Autrans, Frankreich, für den Dokumentarfilm Cerro Torre – Sie wollen ihn nicht verstehen ….
- 2003: Erster Preis in der Kategorie Alpinismus beim Banff Mountain Film Festival und erster Preis in der Kategorie Alpinismus beim Grazer Bergfilmfestival für Eiger-Nordwand – auf den Spuren der Erstbesteiger (Koproduktion mit Frank Senn, Schweizer Fernsehen)
- 2007: Abenteurer des Jahres, zusammen mit Børge Ousland
- 2008: Erster Preis in der Kategorie „Adventure Films“ beim Filmfestival in Moskau für den Dokumentarfilm Beruf Abenteurer – Thomas Ulrich zwischen Nordpol und Familie.

## Bücher
- Eiger-Nordwand. AS Verlag, Zürich 2003, ISBN 3-905111-86-1.
- Reisen zum Abenteuer. Weber Verlag, Thun 2004, ISBN 3-909532-14-4.
- Thomas Ulrich – Horizont Nord. Eigenverlag 2008, ISBN 978-3-033-01571-5
- Abenteuer und Wissen: Fridtjof Nansen – 100 Tage im Eis. (Hörbuch), Headroom Sound Production, Köln 2011.

## Filmographie
- 2000 El Capitan (Protagonist, Produzent und Kameramann)
- 2002 Eiger Nordwand – Auf den Spuren der Erstbesteiger (Idee und Kameramann)
- 2002 Vertical Vibes (Porträt über Ulrich, Kamera, produziert von moving adventure)
- 2004 Cerro Torre – Sie wollen ihn nicht verstehen (Protagonist, Produzent, Kameramann)
- 2004 Patagonisches Inlandeis (Protagonist und Kameramann)
- 2006 Allein auf einer Eisscholle – Der gescheiterte Traum von Thomas Ulrich (Koproduzent, Kamera Schweizer Fernsehen)
- 2008 Beruf Abenteurer – Thomas Ulrich zwischen Polareis und Familie, (Protagonist, Kameramann, Schweizer Fernsehen)